# Ashford (Connecticut)
Ashford – miejscowość w USA, w stanie Connecticut, w hrabstwie Windham.

## Religia
- Parafia św. Filipa Apostoła